# Samtgemeinde Schöppenstedt
La comunità amministrativa di Schöppenstedt (Samtgemeinde Schöppenstedt) si trovava nel circondario di Wolfenbüttel nella Bassa Sassonia, in Germania.
A partire dal 1º gennaio 2015 i comuni che ne facevano parte sono confluiti, insieme a quelli della Samtgemeinde Asse nella neocostituite Samtgemeinde Elm-Asse.

## Suddivisione
Comprendeva 6 comuni:
1. Dahlum
2. Kneitlingen
3. Schöppenstedt (città)
4. Uehrde
5. Vahlberg
6. Winnigstedt

Il capoluogo era Schöppenstedt.